# 昭南港爆破事件
昭南港爆破事件（しょうなんこうばくはじけん）は、第二次世界大戦中の1943年9月27日に、日本軍が占領統治していた昭南特別市（シンガポール）のケッペル港で、停泊中の輸送船やタンカー7隻が爆沈した事件。事件はイバン・ライアン少佐らイギリス軍およびオーストラリア軍の特殊部隊（Z特殊部隊）のジェイウィック作戦（Operation Jaywick）によるものだったが、当時の日本軍は犯人を特定できず、同年10月に事件への関与を疑って連合国人約50人を逮捕・拷問し、15人を拷問死させた（双十節事件）。第7方面軍は事件を契機に昭南を戦時体制に移行して監視・防諜体制を強化し、昭南特別市に市民の疎開を命じた。

## 昭南港爆破事件
1943年9月27日午前5時、シンガポール港の東西で大きな爆発音が起こり、ケッペル港の西と東正面に碇泊していた輸送船6隻とタンカー1隻が爆沈した。
シンガポール市内ではサイレンが鳴り響いて警備隊、憲兵隊が緊急出動し、カラン飛行場から偵察機が緊急発進して捜索にあたり、水上憲兵隊の舟艇も港内を捜索したが、手がかりになるものは何も発見されなかった。

## ジェイウィック作戦
爆破は英国陸軍のイバン・ライアン少佐らイギリス軍・オーストラリア軍混成の特殊部隊による作戦行動(ジェイウィック作戦)によるものだった。
ライアン少佐は、太平洋戦争の開戦当時、イギリスの特殊作戦執行部に所属し、シンガポールからの一般住民の脱出を支援していたが、シンガポールが陥落する直前にシンガポールを脱出してコロンボへ逃れ、その後オーストラリアへ渡って、エクスマウス湾を基地としてオーストラリア軍の将兵から志願者を募り、将校4人、兵士10人から成る決死隊を組織した。
1943年9月2日、決死隊の14名は、日本漁船「幸福丸」を偽装した「クレイト号」でエクスマウス湾を出発し、9月18日にリアウ諸島中の無人島パンジャン(Panjang)島に到着した。そこで6名の隊員を3隻のカヌーに分乗させ、カヌーは9月20日にパンジャン島を出発し、9月26日夜、スバール(Subar)島からケッペル港に侵入し、目標とした船にリムペット(吸着爆弾)を装置して退却、10月2-3日にポンポン(Pompong)島で「クレイト号」に収容され、エクスマウス湾の基地に帰投していた。

## 双十節事件
上述の経緯は戦後になってオーストラリア側から発表されたことで、当時の日本軍はその後の調査でも誰が爆破したかを特定できなかった。シンガポールに残ったスパイの協力を疑った昭南憲兵隊は、市民千数百人を検挙して厳重な取調べを行い、1943年10月以降、事件に関連したとして50数名の連合国人を逮捕・拷問し、15人を拷問死させた(双十節事件)。

## 戦時体制への移行
事件で衝撃を受けた第7方面軍司令部は、昭南を急速に戦時体制に移行し、昭南特別市に対し、かねてから計画していた市民の疎開を命じた。また防諜体制を強化し、逆探諜機関として波機関を設置、また茨木機関を設置し内陸の謀略にあたらせた。
海軍は潮機関を設置して海上情報の収集に努め、マラッカ海峡・スマトラの東西海岸・リオ群島・リンガ群島およびボルネオの海岸に監視哨を置いて各島々の警察署に白人を見つけたら警備隊、憲兵隊に通報するよう伝えた。
その後1944年10月、やはりライアン中佐ら英濠軍が今度は潜水艇を使ってふたたびシンガポール攻撃を図った（リマウ作戦）が、途中の島の島民や監視艇に発見され、ついには中止を決定、逃亡を図ったものの、島民らに通報されて、次々に交戦して射殺あるいは捕虜とされて失敗するにいたっている。